# 莫勒维尔
莫勒维尔（法語：Molleville，法語發音：[mɔlvil] ⓘ）是法国奥德省的一个市镇，属于卡尔卡松区。

## 地理
莫勒维尔（43°18'44"N, 1°50'3"E）面积3.59 平方千米，位于法国奧克西塔尼大區奥德省，该省份为法国南部沿海省份，北起塔恩省，西北接上加龙省，西接阿列日省，南至东比利牛斯省，东临地中海，东北与埃罗省接壤。
与莫勒维尔接壤的市镇（或旧市镇、城区）包括：巴赖涅、贝尔夫卢、屈米耶斯、马斯圣皮埃勒。

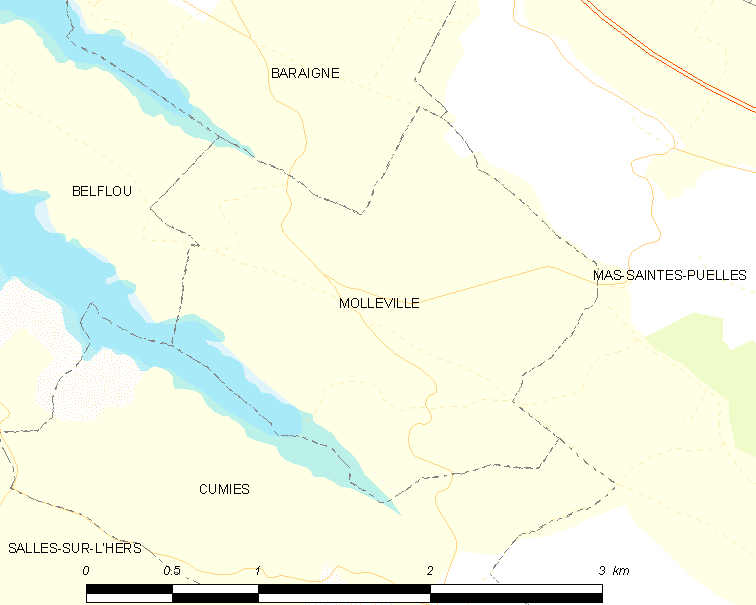
莫勒维尔的OSM定位图

莫勒维尔的时区为UTC+01:00、UTC+02:00（夏令时）。

## 行政
莫勒维尔的邮政编码为11410，INSEE市镇编码为11238。

## 政治
莫勒维尔所属的省级选区为拉皮耶日欧拉泽斯县。

## 人口

1962-2008年间莫勒维尔人口变化图示

莫勒维尔于2022年1月1日时的人口数量为136人。